# چند خبر خوب
چند خبر خوب (انگلیسی: Some Good News) یک مجموعه اینترنتی محصول آمریکا سال ۲۰۲۰ با تهیه‌کنندگی و مجری‌گری بازیگر و فیلمساز آمریکایی جان کرازینسکی در یوتیوب است که از ۲۹ مارس ۲۰۲۰ پخش شد. کرازینسکی بودجه این برنامه را با شرکت تولیدی خود ساندی نایت پروداکشنز تأمین کرد و فیلم‌برداری هر قسمت را در خانه‌اش در بروکلین در طی دوران دنیاگیری کووید-۱۹ انجام داد. پس از پخش هشت قسمت و یک پخش زنده، هالیوود ریپورتر در گزارشی اعلام کرد که این برنامه در ۲۲ مه ۲۰۲۰ به ویاکام‌سی‌بی‌اس فروخته شد.

## بازیگران

### مجری
- جان کرازینسکی